# Grand Prix de Plumelec-Morbihan 2019
La 43e édition du Grand Prix de Plumelec-Morbihan a eu lieu le 1er juin 2019. La course fait partie du calendrier UCI Europe Tour 2019 en catégorie 1.1. C'est également la neuvième épreuve de la Coupe de France sur route.
Le coureur de l'équipe AG2R La Mondiale Benoît Cosnefroy s'impose en puncheur devant Jesús Herrada et Odd Christian Eiking.

## Classement final
| \| Classement général \| Classement général \| Classement général \| Classement général \| Classement général \| \| Coureur \| Coureur \| Pays \| Équipe \| Temps \| \| ------------------ \| -------------------- \| ------------------ \| -------------------------- \| ------------------ \| \| 1er \| Benoît Cosnefroy \| France \| AG2R La Mondiale \| 4 h 35 min 27 s \| \| 2e \| Jesús Herrada \| Espagne \| Cofidis, Solutions Crédits \| + 0 s \| \| 3e \| Odd Christian Eiking \| Norvège \| Wanty-Gobert \| + 0 s \| \| 4e \| Kévin Le Cunff \| France \| Saint Michel-Auber 93 \| + 3 s \| \| 5e \| Bryan Coquard \| France \| Vital Concept-B&B Hotels \| + 3 s \| \| 6e \| Guillaume Martin \| France \| Wanty-Gobert \| + 3 s \| \| 7e \| Andrea Pasqualon \| Italie \| Wanty-Gobert \| + 5 s \| \| 8e \| Julien El Fares \| France \| Delko Marseille Provence \| + 5 s \| \| 9e \| Marco Tizza \| Italie \| Amore & Vita-Prodir \| + 5 s \| \| 10e \| Kevin Geniets \| Luxembourg \| Groupama-FDJ \| + 8 s \| |                      |            |                            |                 |
| |                      |            |                            |                 |
| Source : ProCyclingStats |                      |            |                            |                 |
| Classement général |                      |            |                            |                 |
| Coureur | Coureur              | Pays       | Équipe                     | Temps           |
| 1er | Benoît Cosnefroy     | France     | AG2R La Mondiale           | 4 h 35 min 27 s |
| 2e | Jesús Herrada        | Espagne    | Cofidis, Solutions Crédits | + 0 s           |
| 3e | Odd Christian Eiking | Norvège    | Wanty-Gobert               | + 0 s           |
| 4e | Kévin Le Cunff       | France     | Saint Michel-Auber 93      | + 3 s           |
| 5e | Bryan Coquard        | France     | Vital Concept-B&B Hotels   | + 3 s           |
| 6e | Guillaume Martin     | France     | Wanty-Gobert               | + 3 s           |
| 7e | Andrea Pasqualon     | Italie     | Wanty-Gobert               | + 5 s           |
| 8e | Julien El Fares      | France     | Delko Marseille Provence   | + 5 s           |
| 9e | Marco Tizza          | Italie     | Amore & Vita-Prodir        | + 5 s           |
| 10e | Kevin Geniets        | Luxembourg | Groupama-FDJ               | + 8 s           |

## Classements et prix annexes
- Classement de la montagne et des sprints intermédiaires : Jérémy Leveau (Delko Marseille Provence) - 8 points pour les deux classements
- Meilleur breton et morbihannais : Warren Barguil (Arkéa-Samsic) - 13e